# Кургузова-Мирошник, Наталия Владимировна
Кургузова-Мирошник Наталия Владимировна (род. 10 февраля 1973, Калуга) — российский художник-
живописец, педагог. Член Международной ассоциации художников при ЮНЕСКО (1994). Член Профессионально-творческого союза художников России (1996), удостоверение № 5038/96.

## Биография
Наталия Кургузова-Мирошник родилась в Калуге 10 февраля 1973 года в семье служащих. Отец — Кургузов Владимир Александрович, техник-испытатель; мать — Яковлева Евгения Ивановна — техник.
С 1977 г. начала посещать изостудию в Калуге, с 1980 г. — училась в Детской художественной школе у Георгия Герасимова.
С 1985 года — училась в Московской средней художественной школе (МСХШ) при Московском государственном академическом художественном институте им. В. И. Сурикова (выпускная работа — диптих, посвящённый трагическим моментам русской истории: одна из картин изображает княгиню Елизавету Фёдоровну, покидающей Марфо-Мариинскую обитель, второе произведение посвящено отречению Императора Николая II от престола). Свидетельство об окончании № 197 (аттестат № 132829).
После окончания с отличием МСХШ (1991), поступила в Московский государственный академический художественный институт им. В. И. Сурикова, но вскоре забрала документы и поступила в Российскую академию живописи, ваяния и зодчества И. С. Глазунова
С 1994 г. — член Международной ассоциации художников при ЮНЕСКО.
В 1997 году с успехом закончила обучение в Академии (дипломная картина — «Патриарх Тихон в 1918 году»). В том же году начала преподавать на кафедре архитектуры Российской академии живописи, ваяния и зодчества Ильи Глазунова. Занималась в аспирантуре.
В настоящее время пишет картины и проводит художественные выставки совместно с мужем (повенчаны в 1998 г.) — художником и музыкантом Константином Мирошником. Работы Наталии находятся в частных коллекциях, а также в Калужском музее изобразительных искусств.
С 2001 года — доцент кафедры живописи и рисунка в Российской академии живописи, ваяния и зодчества И. С. Глазунова

## Семья
- Муж — Константин Мирошник (1971).
- Дочь — Пелагея (род. 2003).
- Сын — Александр (род. 2010).

## Выставки
- Высокий реализм, Москва, Новый Манеж, 2007 «Новый Манеж»
- Берега детства, Калуга, 2019
- Лето на Родине, Одоев, 2024
- Дружить по-русски, Солнечногорск, 2024
- Выставка художников-реалистов открылась в Госдуме, Москва 24, видеосюжет

## Критика живописных работ
«Выставку в Манеже (1994 г.) в этот раз посетил Президент РФ Борис Николаевич Ельцин. Сперва он молча ходил с Ильей Глазуновым по выставке, не давая никаких комментариев по поводу работ. Но затем внезапно остановился перед картиной Кургузовой: „Это обманка, гипсовый рельеф?“, — спросил, он, — „Как точно написаны предметы!“, — подойдя к картине ближе, и даже дотронувшись до неё, Ельцин смог убедиться, что это действительно была живопись, написанная настолько реалистично, что казалось, будто это рельеф. Над этой гризайлью Наталия работала целый год. Много сил и мастерства было вложено в эту студенческую штудию. В таком подходе к работе проявлялось влияние Глазунова, который приучил их очень серьёзно относиться к написанию каждой работы. Преподаватели строго следили за тем, чтобы в обязательном порядке всеми учениками соблюдались этапы написания картины: эскиз, картон, гризайль, и лишь затем только картина переводилась в цвет, это был долгий процесс, но он тренировал мастерство и воспитывал в молодых художниках будущих профессионалов высокого уровня…»
- Марина Борисова, искусствовед, Заслуженный художник Российской Федерации

…За спиной Дмитрия Ревякина стоял большой его портрет «в зимнем лесу». Эту картину в резной раме написали художники Константин Мирошник и Наталья Кургузова-Мирошник. Портрет получился «путёвым», но забирать его себе Ревякин не стал, так как картина «достойна Третьяковки».
- Александр Герасимов, «Новая газета»

…Наталья сразила и приемную комиссию, и самого Илью Сергеевича своими учебными работами и стала одной из двух девушек, среди семисот парней — будущих художников академии. Глазунову ни разу не пришлось пожалеть, что принял в академию Наталью. Он даже повесил её курсовую работу у себя в кабинете. Это была копия полотна Ван Дейка. И конечно же этот факт явился наивысшей наградой для юной художницы.
- Людмила Журавлёва

## Художественные альбомы
- Константин Мирошник. Наталия Кургузова-Мирошник. Альбом живописи. Издательство Ника (Тольятти),2003
- Мирошник Константин, Кургузова-Мирошник Наталия. Автор текста: Галина Терентьева. Москва: Издательство «Белый город», 2004. — Серия «Мастера живописи»
- Константин Мирошник, Наталия Кургузова-Мирошник. Большая коллекция, Марина Борисова, М. Белый город, 2008
- Константин Мирошник. Наталия Кургузова-Мирошник. Творческое становление., Марина Борисова,М. Белый город., 428 с. илл., 2010
- Константин Мирошник. Наталия Кургузова-Мирошник, Галина Терентьева | Искусство

## Общественная работа
Член Союза ревнителей памяти императора Николая II c 2022 г.

## Статьи и интервью
- «В „Новом Манеже“ открылась выставка Натальи и Константина Мирошника» Архивная копия от 21 мая 2015 на Wayback Machine, телеканал Культура , 2007.
- Волшебники Щелковского леса, «Московский комсомолец» , Андрей Маленков, 2014
- Новая весна в стиле casual, Эксперт-онлайн Архивная копия от 30 июля 2015 на Wayback Machine , Татьяна Минина, 2014
- Картина в четыре руки: семейная идиллия и тандем двух талантливых живописцев, создавших свой удивительный мир и в реальности, и в живописи, Людмила Журавлёва, Русская галерея, 2018
- Неистовые реалисты, Мытищинская галерея искусств,
- В Госдуме открылась выставка учеников художника Ильи Глазунова,[2]
- Попугай-художник.[3]

## Награды
Награждена государственной наградой Российской Федерации — юбилейной медалью «В память 850-летия Москвы» (Я№ 0008851), 1998 г.